# Гулкана (Аляска)
Гулкана (англ. Gulkana) — переписна місцевість (CDP) в США, в окрузі Вальдес-Кордова штату Аляска. Населення — 110 осіб (2020).

## Географія
Гулкана розташована за координатами 62°12′55″ пн. ш. 145°26′42″ зх. д. / 62.21528° пн. ш. 145.44500° зх. д. (62.215183, -145.444886).  За даними Бюро перепису населення США в 2010 році переписна місцевість мала площу 89,99 км², уся площа — суходіл.

### Клімат
| Клімат : Гулкана        | Клімат : Гулкана | Клімат : Гулкана | Клімат : Гулкана | Клімат : Гулкана | Клімат : Гулкана | Клімат : Гулкана | Клімат : Гулкана | Клімат : Гулкана | Клімат : Гулкана | Клімат : Гулкана | Клімат : Гулкана | Клімат : Гулкана | Клімат : Гулкана |
| Показник                | Січ.             | Лют.             | Бер.             | Квіт.            | Трав.            | Черв.            | Лип.             | Серп.            | Вер.             | Жовт.            | Лист.            | Груд.            | Рік              |
| Абсолютний максимум, °C | 11,1             | 11,7             | 11,7             | 21,1             | 29,4             | 32,2             | 36,1             | 31,1             | 24,4             | 20,6             | 8,9              | 9,4              | 36,1             |
| Середній максимум, °C   | −15              | −9,2             | −2,1             | 6,3              | 13,9             | 19,1             | 20,3             | 18,2             | 12,0             | 1,5              | −10,2            | −13,2            | 3,5              |
| Середній мінімум, °C    | −23,7            | −20,3            | −16,1            | −6,4             | 0,8              | 5,7              | 8,1              | 5,8              | 0,6              | −7,6             | −18,9            | −21,9            | −7,8             |
| Абсолютний мінімум, °C  | −51,1            | −53,9            | −44,4            | −41,1            | −15              | −5,6             | −1,7             | −6,7             | −16,7            | −30,6            | −42,8            | −53,9            | −53,9            |
| Норма опадів, мм        | 12               | 13               | 8                | 6                | 17               | 36               | 46               | 46               | 40               | 26               | 18               | 20               | 286              |
| Днів з опадами          | 7,2              | 6,0              | 4,1              | 3,2              | 6,3              | 10,6             | 12,9             | 13,1             | 12,3             | 9,5              | 7,8              | 7,7              | 100,7            |
| Днів зі снігом          | 7,7              | 7,0              | 4,6              | 2,2              | 0,4              | 0,1              | 0                | 0                | 0,9              | 6,7              | 8,3              | 8,5              | 46,4             |
| ----------------------- | ---------------- | ---------------- | ---------------- | ---------------- | ---------------- | ---------------- | ---------------- | ---------------- | ---------------- | ---------------- | ---------------- | ---------------- | ---------------- |
| Джерело: NOAA           |                  |                  |                  |                  |                  |                  |                  |                  |                  |                  |                  |                  |                  |

## Демографія
Згідно з переписом 2010 року, у переписній місцевості мешкало 119 осіб у 36 домогосподарствах у складі 25 родин. Густота населення становила 1 особа/км².  Було 60 помешкань (1/км²).
Расовий склад населення:
| - 76,5 % — корінних американців - 23,5 % — білих |

До двох чи більше рас належало 0,0 %. Частка іспаномовних становила 4,2 % від усіх жителів.
За віковим діапазоном населення розподілялося таким чином: 38,7 % — особи молодші 18 років, 52,1 % — особи у віці 18—64 років, 9,2 % — особи у віці 65 років та старші. Медіана віку мешканця становила 26,3 року. На 100 осіб жіночої статі у переписній місцевості припадало 105,2 чоловіків;  на 100 жінок у віці від 18 років та старших — 97,3 чоловіків також старших 18 років.
За межею бідності перебувало 7,8 % осіб, у тому числі 0,0 % дітей у віці до 18 років та 0,0 % осіб у віці 65 років та старших.
Цивільне працевлаштоване населення становило 44 особи. Основні галузі зайнятості: освіта, охорона здоров'я та соціальна допомога — 59,1 %, публічна адміністрація — 20,5 %, транспорт — 9,1 %, науковці, спеціалісти, менеджери — 6,8 %.